# Plexaurella furcata
Plexaurella furcata is een zachte koraalsoort uit de familie Plexauridae. De koraalsoort komt uit het geslacht Plexaurella. Plexaurella furcata werd in 1816 voor het eerst wetenschappelijk beschreven door Lamarck. 